# Fritz Mahler

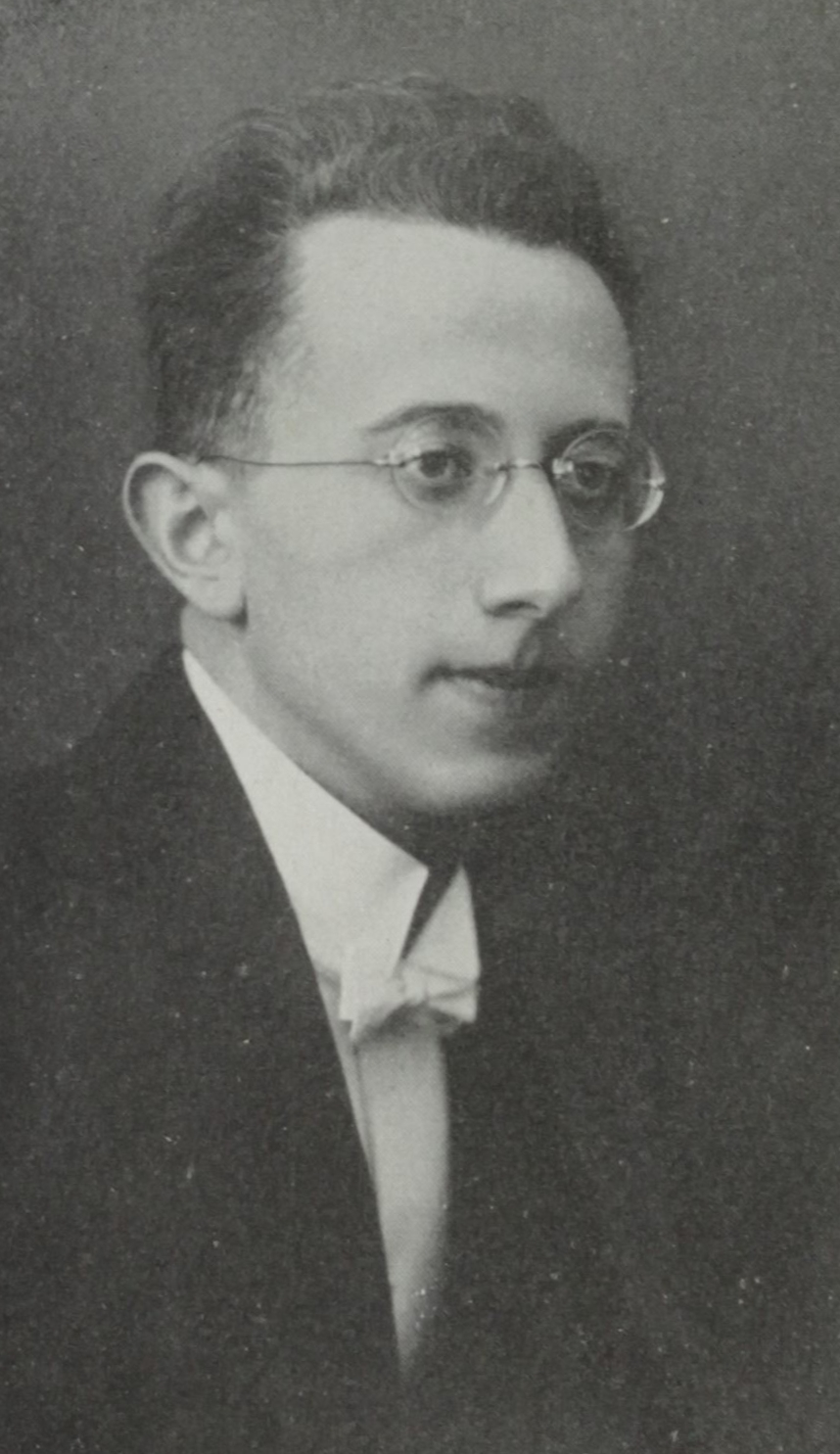
Fritz Mahler (1925)

Fritz Mahler (* 16. Juli 1901 in Wien; † 18. Juni 1973 in Winston-Salem, North Carolina, USA) war ein österreichischer und später US-amerikanischer Dirigent. Er musste in die USA emigrieren, um sich als Jude der Verfolgung durch die Nationalsozialisten zu entziehen.

## Leben
Fritz Mahler wurde als Sohn von Ludwig Mahler, Professor für orientalische Sprachen, und dessen Ehefrau Agnes, geb. Schuschny, geboren. Sein musikalisches Talent rührt möglicherweise von seiner Verwandtschaft mit Gustav Mahler her. Sein Vater war der Cousin des bekannten Komponisten.
Mahler studierte von 1920 bis 1924 Musikwissenschaften an der Universität Wien. Er lernte Dirigieren bei Leopold Reichwein, und Komposition bei Arnold Schönberg, Anton von Webern und Alban Berg. Als Mahler 1924 sein Studium abschloss, war er bereits vielerorts als Dirigent aufgetreten, so in Bad Hall, an der Wiener Oper, im Nationaltheater Mannheim und an der Volksoper in Wien.
Bald darauf leitete er das Rundfunk-Sinfonieorchester Berlin. 1930 ging er nach Kopenhagen, um das Dänische Staatssinfonieorchester zu leiten. Er blieb dort bis 1935. In diesem Jahr folgte Mahler einer Einladung der Columbia Broadcasting Company und dirigierte eine Reihe von Konzerten in New York. Mahler stammte aus einer jüdischen Familie und emigrierte in die USA, um sich vor der Verfolgung durch die Nationalsozialisten zu retten. 1939 wurde er amerikanischer Staatsbürger. Im selben Jahr heiratete er Pauline Koner, eine renommierte Tänzerin und Choreografin.
Von 1939 bis 1950 gehörte er der Juilliard Summer School of Music in New York als Direktor für den Bereich Oper an. Von 1947 bis 1950 dirigierte Mahler das Erie Philharmonic Orchestra in Erie (Pennsylvania). Unter seiner Leitung erreichte das Orchester zum ersten Male nationale Bedeutung. Von 1953 bis 1964 leitete Mahler das Hartford Symphony Orchestra in Hartford, Connecticut. Mit diesem Orchester wurden eine Reihe von Aufnahmen durchgeführt. Nachdem sein Engagement in Hartford nicht erneuert wurde, entschied Mahler sich, verschiedene Aufträge in Europa, Asien und Südafrika anzunehmen.
Fritz Mahler starb im Juni 1973 in Winston-Salem, North Carolina, an einem Herzinfarkt.